# Лодыгин, Александр Николаевич
Алекса́ндр Никола́евич Лоды́гин (6 [18] октября 1847, с. Стеньшино, Тамбовская губерния — 16 марта 1923, Бруклин, Нью-Йорк) — русский электротехник, один из изобретателей лампы накаливания (23 июля 1874 года по новому стилю), предприниматель.

## Биография
Родился 6 [18] октября 1847 в селе Стеньшино Липецкого уезда Тамбовской губернии. Происходил из знатной дворянской фамилии (его род, как и род Романовых, вёл своё происхождение от Андрея Кобылы). Его родители — небогатые дворяне, Николай Иванович и Варвара Александровна (в девичестве Вельяминова).
По семейной традиции Александр должен был стать военным, и поэтому в 1859 году он поступил в неранжированную роту (подготовительные классы) Воронежского кадетского корпуса, которая располагалась в Тамбове, затем был переведён в Воронеж с характеристикой: «добр, отзывчив, прилежен». В 1861 году в Тамбов переехала вся семья Лодыгиных. В 1865 году Лодыгин был выпущен из кадетского корпуса юнкером в 71-й пехотный Белёвский полк, а с 1866 по 1868 годы учился в Московском юнкерском пехотном училище.
В 1870 году Лодыгин вышел в отставку (в результате последовал полный разрыв с семьёй). Не имея достаточных средств, поступил на Тульский оружейный завод, где работал молотобойцем. Затем переехал в Санкт-Петербург. Здесь он ищет средства для создания задуманной им летательной машины с электрическим двигателем (электролёта), способной поднимать до 2 тысяч пудов груза и параллельно начинает первые опыты с лампами накаливания. Также вёл работу над проектом автономного водолазного аппарата с использованием газовой смеси, состоявшей из кислорода, вырабатываемого из воды путём электролиза, и водорода (не встретив поддержки научной общественности, забросил проект). Не дождавшись решения от российского военного министерства, написал в Париж и предложил республиканскому правительству использовать летательный аппарат в войне с Пруссией. Получив положительный ответ, поехал во Францию. Он получил 50 тысяч франков на строительство «электролёта» и был направлен на военный завод в Крезо, но поражение Франции в войне остановило его планы.
Вернувшись в Петербург, вольнослушателем посещал в Технологическом институте занятия по физике, химии, механике. В 1871–1874 годах проводил опыты и демонстрации электрического освещения лампами накаливания в Адмиралтействе, Галерной гавани, на Одесской улице, в Технологическом институте.
Лодыгин, живя в Петербурге, и второй творец электросвета Яблочков — в Москве, знали друг о друге по многочисленным и шумным публикациям о себе в прессе, а также по рассказам общего друга, тоже электротехника-изобретателя — Владимира Чиколева. Встречались на промышленных выставках. Судьба свела их для совместных трудов только в 1878 году — в Петербурге.
Первоначально Лодыгин пытался использовать в качестве нити накала железную проволоку. Потерпев неудачу, перешёл к экспериментам с угольным стержнем, помещённым в стеклянный баллон. Он также первым в мире догадался выкачать из стеклянной колбы воздух и поместить туда угольный стержень, который накалялся под действием тока
В 1872 году он подал заявку («прошение на привилегию») на «способ и аппараты дешёвого электрического освещения» (лампы накаливания, который могли иметь разную мощность с источником питания в виде генератора постоянного тока), а в 1874 году — получил патент на своё изобретение (привилегия № 1619 от 11 июля 1874 с «приоритетом», указанным задним числом, от 2 октября 1872 года) и Ломоносовскую премию от Петербургской академии наук. Лодыгин запатентовал своё изобретение во многих странах: Австро-Венгрии, Испании, Португалии, Италии, Бельгии, Франции, Великобритании, Швеции, Саксонии и даже в Индии и Австралии. Он основал компанию «Русское товарищество электрического освещения Лодыгин и К°». Если первые образцы ламп работали 30 минут, последующие усовершенствования довели срок их службы до 700—1000 часов.
В 1870-х годах Лодыгин сблизился с народниками. 1875—1878 годы он провёл в туапсинской колонии-общине народников. С 1878 года он снова в Петербурге, работал на разных заводах, занимался усовершенствованием водолазного аппарата, трудился над другими изобретениями. В 1880 году предложил заполнения стеклянной колбы инертным газом и с нагревательным элементом в виде спирали.
В 1884 году начались массовые аресты революционеров, среди разыскиваемых оказались знакомые и друзья Лодыгина. Он решил уехать за границу. Расставание с Россией продлилось 23 года. Лодыгин работал во Франции и США, создавая новые лампы накаливания, изобретал электропечи, электромобили, строил заводы и метрополитен. Особо надо отметить полученные им в этот период патенты на лампы с нитями из тугоплавких металлов, проданные в 1906 году компании General Electric.
В 1884 году организовал в Париже производство ламп накаливания и прислал в Санкт-Петербург партию ламп для 3-й электротехнической выставки. В 1893 году обратился к нити накала из тугоплавких металлов, применявшейся им в Париже для мощных ламп 100—400 свечей. В 1894 году в Париже организовал ламповую фирму «Лодыгин и де Лиль». В 1900 году участвовал во Всемирной выставке в Париже. В 1906 году в США построил и пустил в ход завод по электрохимическому получению вольфрама, хрома, титана. Важное направление изобретательской деятельности — разработка электрических печей сопротивления и индукционных для плавки металлов, меленита[уточнить], стекла, закалки и отжига стальных изделий, получения фосфора, кремния.
28 марта 1895 года Лодыгин женился в Париже на преподавательнице английского языка (затем — журналистке, корреспондентке газет Pittsburgh Dispatch и Brooklyn Eagle) Альме Шмидт (1871—29.11.1925), дочери лингвиста и педагога Фрэнсиса Шмидта. У них родилось две дочери, в 1901 году — Маргарита, а в 1902 году — Вера. В 1907 году вернулся с семьёй в Россию. Привёз с собой целую серию изобретений в чертежах и набросках: способы приготовления сплавов, электропечи, двигатель, электроаппараты для сварки и резки.
Преподавал в Электротехническом институте, работал в строительном управлении Петербургской железной дороги. С 1910 по 1917 год был заведующим пятью трансформаторными подстанциями трамвайного движения в Петербурге. В 1913 году был командирован Управлением земледелия и землеустройства в Олонецкую и Нижегородскую губернии для выработки предложений об электрификации. Первая мировая война вновь изменила его планы, он начал заниматься электрическим летательным аппаратом вертикального взлёта.
Участвовал и в политической жизни, придерживался умеренно-правых, консервативно-либеральных взглядов, был сторонником земельной реформы П. А. Столыпина, близок к Всероссийскому национальному союзу. Им была написана статья «Открытое письмо гг. членам Всероссийского национального клуба» (1910) и брошюра «Националисты и другие партии» (1912), изданная Всероссийским национальным клубом.
Лодыгин полагал, что национальное развитие русского народа на современном этапе является основой прогресса России: «Национальная партия провозглашает, что цель ея: а) господство русской народности в пределах Российской империи; б) укрепление сознания русского народного единства; в) устройство русской бытовой самопомощи и развитие русской культуры».
После Февральской революции 1917 года не сработался с новой властью. Материальные трудности заставили семью Лодыгиных в сентябре 1917 года уехать в США. Работал там инспектором электротехнического оборудования в «Сперри Джайроскоп (Гироскоп) Компани» в Бруклине, был членом Американского института инженеров-электриков, Американского электрохимического общества и Американского химического общества. Приглашение вернуться в РСФСР для участия в разработке плана ГОЭЛРО не принял из-за болезни.
Скончался 16 марта 1923 года в Бруклине. Похоронен на Эвергринском кладбище в Бруклине. Его научный архив хранится в Русском фонде Колумбийского университета.

## Изобретения

### Лампа накаливания
У электрической лампочки нет одного единственного изобретателя. История лампочки представляет собой целую цепь открытий, сделанных разными людьми в разное время (см. Лампа накаливания: история изобретения). Однако заслуги Лодыгина в создании ламп накаливания особенно велики. Лодыгин первым предложил применять в лампах вольфрамовые нити (в современных электрических лампочках нити накала именно из вольфрама) и закручивать нить накаливания в форме спирали. Лампы Лодыгина с вольфрамовыми нитями демонстрировались на Всемирной выставке в Париже, состоявшейся в 1900 году. В 1906 году патент на лампу с вольфрамовой нитью купила известная компания General Electric Company, в которую позднее влилось предприятие Эдисона.

### Водолазный аппарат
В 1871 году создал проект автономного водолазного скафандра с использованием газовой смеси, состоящей из кислорода и водорода. Кислород должен был вырабатываться из воды путём электролиза.

### Индукционная печь
19 октября 1909 года получил патент на индукционную печь.

### Другое
Изобрёл электрический обогреватель для отопления.
Был в числе инициаторов создания журнала «Электричество» (1881).

## Награды и звания
- За научно-технические достижения награждён орден Станислава III степени[1].
- В 1874 году за изобретение лампы накаливания Петербургская АН присудила ему Ломоносовскую премию[1].
- В 1899 году Петербургский электротехнический институт присвоил ему звание почётного инженера-электрика[1].

## Память
- В 1970 году Международный астрономический союз назвал именем Лодыгина кратер на обратной стороне Луны.
- «Научно-исследовательский институт источников света имени А. Н. Лодыгина»[14], Саранск.
- Переулок Лодыгина в Санкт-Петербурге.
- Улица Лодыгина в Екатеринбурге.
- Улица Лодыгина в Йошкар-Оле.
- Улица Лодыгина в Саранске.
- Улица Лодыгина в Киеве.
- Улица Лодыгина в Перми.
- Улица Лодыгина в Волгограде.
- Улица Лодыгина в Краснодаре.